# Гарифуллин, Габдулла Гарифуллович
Габдулла́ Гарифу́ллович Гарифу́ллин (Габдула Гарифулин 3 января 1925—1 августа 2002) — участник Великой Отечественной войны, командир орудия 54-го лёгкого артиллерийского полка 20-й лёгкой артиллерийской бригады 2-й артиллерийской дивизии 6-го артиллерийского корпуса прорыва 5-й ударной армии 1-го Белорусского фронта, сержант. Герой Советского Союза.

## Биография
Родился 3 января 1925 года в дер. Янгулово Балтасинского района Татарской АССР в семье крестьянина. Татарин.
Образование неполное среднее — окончил Янгуловскую школу.
В Красной Армии с августа 1942 года, на фронте Великой Отечественной войны — с ноября этого же года.
Командир орудия 54-го лёгкого артиллерийского полка сержант Габдулла Гарифуллин 23 апреля 1945 года водрузил красный флаг на одном из зданий Берлина. Расчёт под его командованием за сутки боя уничтожил 9  станковых пулемётов, орудие, 8 фаустников и несколько десятков автоматчиков противника.
Член ВКП(б)/КПСС с 1945 года. В апреле 1947 года был демобилизован. В 1952 году окончил 3-годичную сельскохозяйственную школу в Татарской АССР. Работал слесарем Балтасинского объединения «Сельхозтехника».

## Награды
- Звание Героя Советского Союза присвоено 15 мая 1946 года[2].
- Награждён орденами Ленина, Отечественной войны 1-й степени, Красной Звезды, Славы 2-й и 3-й степеней, а также медалями.

### Интересный факт
У Габдуллы Гарифуллина преступниками, представлявшимися сотрудниками музея, были похищены награды и заменены муляжами. Но обман был разоблачён — мошенники осуждены.

## Память
- Одна из улиц села Янгулово носит имя Героя[4].
- Мемориальная доска в память о Гарифуллине установлена Российским военно-историческим обществом на здании Янгуловской средней школы Балтасинского района, где он учился.